# Forum Ekonomiczne

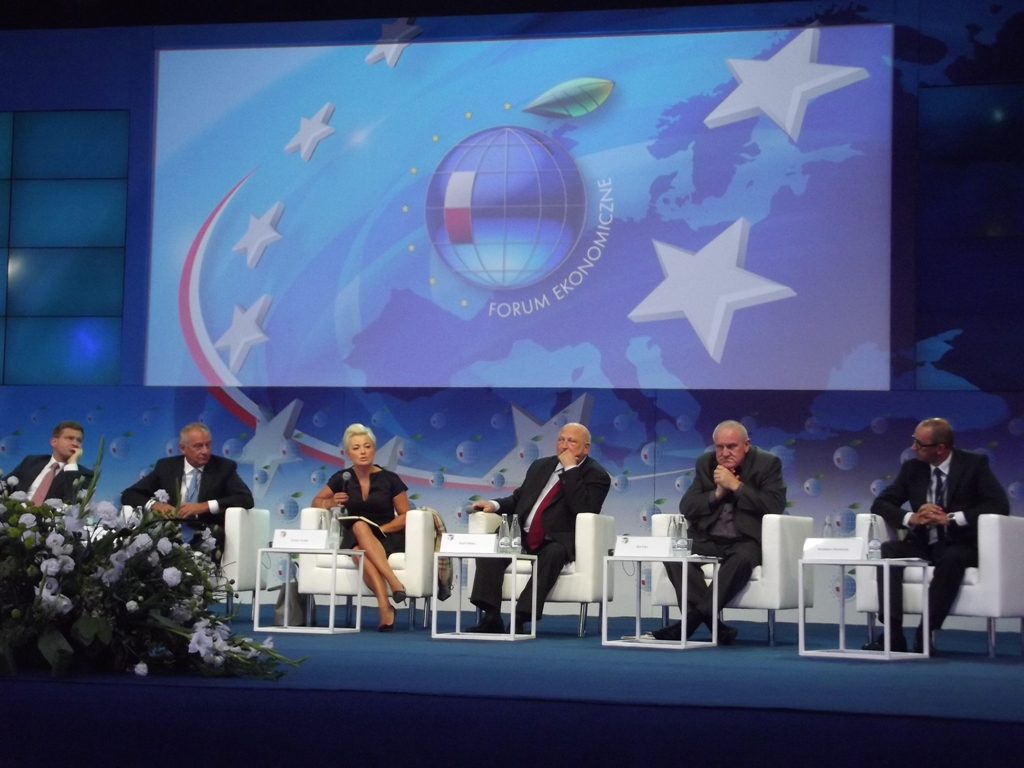
XXIII Forum Ekonomiczne w Krynicy

Forum Ekonomiczne – coroczne międzynarodowe spotkanie przedstawicieli kręgów gospodarczych i politycznych regionu Europy Środkowo-Wschodniej odbywające się od 1992 roku w pierwszej połowie września. Pomysłodawcą wydarzenia jest Zygmunt Berdychowski, a organizatorem Fundacja Instytut Studiów Wschodnich.

## Historia
Forum Ekonomiczne ewoluowało z małej konferencji, na którą w 1992 roku przyjechało około 100 uczestników – głównie z Polski. Dzisiaj jest uznawane za największe i najbardziej znane spotkania przedstawicieli świata polityki i biznesu w Europie Środkowo-Wschodniej.
W latach 1992–2019 Forum odbywało się w Krynicy-Zdroju. W 2020 roku wydarzenie z powodu pandemii COVID-19 odbyło się w Karpaczu, który stał się miejscem Forum od 2021 roku.

## Misja i cele
Według organizatorów, misją Forum Ekonomicznego jest tworzenie korzystnego klimatu dla rozwoju współpracy politycznej i gospodarczej w Europie. Na Forum od lat padają ważne deklaracje dotyczące polityki gospodarczej, a opinie uczestników cytowane są przez światowe media i omawiane przez środowiska eksperckie.

## Goście
Wśród gości Forum są prezydenci, premierzy, ministrowie, unijni komisarze, parlamentarzyści, prezesi największych przedsiębiorstw, eksperci, przedstawiciele samorządów, świata kultury oraz dziennikarze. W XXIX edycji Forum Ekonomicznego w 2019 roku uczestniczyło bisko 4500 gości z ponad 60 krajów – liderów życia politycznego, gospodarczego i społecznego z Europy, Azji i Stanów Zjednoczonych.
Dotychczas w Forum uczestniczyli m.in.:
Valdas Adamkus, José María Aznar, Gordon Bajnai, José Manuel Barroso, Marek Belka, Elmar Brok, Jerzy Buzek, Swiatłana Cichanouska, Emil Constantinescu, Massimo D’Alema, Norman Davies, Valdis Dombrovskis, Roland Dumas, Andrzej Duda, Mikuláš Dzurinda, Robert Fico, Vladimir Filat, Jan Fischer, Kolinda Grabar-Kitarović, Alfred Gusenbauer, Dalia Grybauskaitė, Rebecca Harms, Václav Havel, Danuta Hübner, Toomas Hendrik Ilves, Ǵorge Iwanow, Arsenij Jaceniuk, Wiktor Janukowycz, Siergiej Jastrżembski, Wiktor Juszczenko, Jarosław Kaczyński, Ewa Kopacz, Aleksander Kwaśniewski, Bronisław Komorowski, Gediminas Kirkilas, Horst Kohler, Milan Kučan, Vytautas Landsbergis, Thomas de Maizière, Stjepan Mesić, Mario Monti, Leszek Miller, Mateusz Morawiecki, Giorgio Napolitano, Viktor Orbán, Waldemar Pawlak, Andris Piebalgs, Janusz Piechociński, Petro Poroszenko, Viviane Reding, Micheil Saakaszwili, Jorge Sampaio, Karel Schwarzenberg, Bohuslav Sobotka, László Sólyom, Beata Szydło, Boris Tadić, Mirek Topolánek, Donald Tusk, Vaira Vīķe-Freiberga, Lech Wałęsa, José Luis Rodríguez Zapatero.

## Media
Na Forum obecni są przedstawiciele mediów z całego świata, relacje z debat można znaleźć w międzynarodowych agencjach prasowych, takich jak: Bloomberg, AFP, Euronews, Reuters, ANSA czy TASS oraz na łamach najpoczytniejszych dzienników w tym m.in. The Wall Street Journal, Die Welt, Frankfurter Allgemeine Zeitung, Kommiersant czy Financial Times.

## Nagrody
Podczas edycji Forum Ekonomicznego przyznawane są corocznie następujące nagrody:
| - 1999: Wiktor Juszczenko, Hanna Gronkiewicz-Waltz - 2000: Aleksander Kwaśniewski - 2001: Jan Paweł II - 2002: Mikuláš Dzurinda - 2003: Valdas Adamkus - 2004: Lech Wałęsa - 2005: Micheil Saakaszwili - 2006: Václav Havel - 2007: Donald Tusk - 2008: Jerzy Buzek - 2009: José Manuel Barroso - 2010: Vladimir Filat - 2011: Bronisław Komorowski - 2012: Robert Fico - 2013: Janusz Lewandowski - 2014: Jarosław Kaczyński - 2015: Viktor Orbán - 2016: Beata Szydło - 2017: Saulius Skvernelis - 2018: Mateusz Morawiecki - 2019: Daniel Obajtek - 2020: Janez Janša - 2021: Wołodymyr Zełenski |  | - 1999: PKN Orlen - 2000: Agora - 2001: Bank Pekao - 2002: MOL - 2003: Grupa Polsat - 2004: Grupa Lotos - 2005: Grupa Unicredit - 2006: Wniesztorgbank - 2007: ČEZ - 2008: Maspex - 2009: Giełda Papierów Wartościowych w Warszawie - 2010: Tauron Polska Energia - 2011: Kompania Węglowa - 2012: BZWBK - 2013: PZU - 2014: PERN Przyjaźń - 2015: Play - 2016: Alior Bank - 2017: Polski Fundusz Rozwoju - 2018: PKO BP - 2019: PGNiG Grupa Kapitałowa - 2020: KGHM Polska Miedź - 2021: Grupa Polsat Plus | | - 2002: Fundacja im. Stefana Batorego - 2003: Fundacja Rozwoju Demokracji Lokalnej, Ukraińskie Centrum Studiów Ekonomiczno-Politycznych im. O. Razumkowa w Kijowie - 2004: Stowarzyszenie Memoriał - 2005: Fundacja Solidarności Polsko-Czesko-Słowackiej - 2006: nie przyznano - 2007: Polsko-Amerykańska Fundacja Wolności - 2008: Fundacja Edukacja dla Demokracji - 2009: nie przyznano - 2010: Fundacja Cała Polska Czyta Dzieciom - 2011: Stowarzyszenie Sportu Dzieci i Młodzieży - 2012: Fundacja Helsińska - 2013: Stowarzyszenie Siemacha - 2014: Fundacja Niepodległości - 2015: nie przyznano - 2016: nie przyznano - 2017: Polska Akcja Humanitarna - 2018: Caritas Polska - 2019: Związek Harcerstwa Rzeczypospolitej - 2020: Związek Harcerstwa Polskiego - 2021: CORE oraz Direct Relief |
| - 2006: Hryhorij Surkis - 2007: nie przyznano - 2008: Leszek Balcerowicz - 2009: Aleksander Grad - 2010: Waldemar Pawlak - 2011: nie przyznano - 2012: Józef Oleksy - 2013: Ukraiński Majdan - 2014: Andrzej Klesyk - 2015: Sescom SA - 2016: Giorgi Margwelaszwili - 2017: nie przyznano - 2018: Grupa Lux Med - 2019: Swiatłana Cichanouska - 2020: społeczeństwo Ukrainy - 2021: Thomas Bach oraz Petr Fiala |  | - 2004: Tomas Venclova - 2005: Jiři Gruša - 2006: Krzysztof Czyżewski - 2007: Emil Brix - 2008: Agnieszka Holland - 2009: Tatiana Tołstoj - 2010: Andrzej Stasiuk - 2011: Martin Pollack - 2012: Magda Vášáryova - 2013: Serhij Żadan - 2014: Jacek Purchla - 2015: Jarosław Hrycak - 2016: Swietłana Aleksijewicz - 2017: Krzysztof Penderecki - 2018: Csaba Kiss (od 2019 nagroda trzymała nazwę Nagroda Rady Miasta Krakowa im. Stanisława Vincenza i przyznawana będzie w Krakowie)                     | - 2004: Tomas Venclova - 2005: Jiři Gruša - 2006: Krzysztof Czyżewski - 2007: Emil Brix - 2008: Agnieszka Holland - 2009: Tatiana Tołstoj - 2010: Andrzej Stasiuk - 2011: Martin Pollack - 2012: Magda Vášáryova - 2013: Serhij Żadan - 2014: Jacek Purchla - 2015: Jarosław Hrycak - 2016: Swietłana Aleksijewicz - 2017: Krzysztof Penderecki - 2018: Csaba Kiss (od 2019 nagroda trzymała nazwę Nagroda Rady Miasta Krakowa im. Stanisława Vincenza i przyznawana będzie w Krakowie) | - 2004: Tomas Venclova - 2005: Jiři Gruša - 2006: Krzysztof Czyżewski - 2007: Emil Brix - 2008: Agnieszka Holland - 2009: Tatiana Tołstoj - 2010: Andrzej Stasiuk - 2011: Martin Pollack - 2012: Magda Vášáryova - 2013: Serhij Żadan - 2014: Jacek Purchla - 2015: Jarosław Hrycak - 2016: Swietłana Aleksijewicz - 2017: Krzysztof Penderecki - 2018: Csaba Kiss (od 2019 nagroda trzymała nazwę Nagroda Rady Miasta Krakowa im. Stanisława Vincenza i przyznawana będzie w Krakowie) |